# Landsorganisationen af Arbejdsledige
Landsorganisationen af Arbejdsledige blev stiftet i 1998 for at skabe en organisation hvor alle slags ledige kan samles, hjælpe hinanden og lære af andre lediges erfaringer.
Organisationen mener, at arbejdsledige bør have de samme rettigheder som andre borgere i samfundet.
I 2011 blev foreningen nedlagt.